# Megéva
Megéva (Megéva en arpità, Megève en francès) és una població d'Arpitània situada en un coll que separa les valls de l'Arly i de l'Arbon. Administrativament és un comú de la República Francesa del departament de l'Alta Savoia, regió d'Alvèrnia-Roine-Alps. Té 4.509 habitants (cens de 1999) i una superfície de 44,11  km². El codi postal és 74120 (forma part del cantó de Sallanches).
El topònim prové del francoprovençal i vol dir "enmig de les aigües".
El poble estava poblat des d'antic, però fou a partir de 1910 quan va adquirir importància, ja que el baró de Rothschild en va fer el seu lloc de vacances hivernals. D'aquesta manera es va construir l'estació d'esquí i va esdevenir un centre de l'alta societat francesa, amb un clar intent de competir amb l'estació suïssa de Sankt Moritz. D'aquest fet, Jean Cocteau, va anomenar Megève el 21è arrondissement de París.
Actualment continua essent un centre de vacances, tant hivernals com estivals, en un entorn privilegiat, amb vistes al Mont Blanc i una fesomia molt ben cuidada a través de normes que eviten que les construccions no estiguin d'acord amb l'entorn.